# Marija od Amnije
Marija od Amnije (grč. Μαρία; Amnia, Paflagonija, o. 770. – nakon 823.) bila je unuka svetog Filareta te bizantska carica kao prva supruga cara Konstantina VI. (Κωνσταντῖνος). Ime Marijina oca je nepoznato danas, dok je njezina majka možda bila Hipatija (Hypatia). Marija je rođena u Amniji.

## Carica
God. 788., Marija je bila jedna od trinaest kandidatkinja najranije zabilježenog „biranja mladenke”, koje je održala carica Irena Atenska – majka cara Konstantina. Irena – de facto vladarica Bizantskog Carstva – je htjela svom sinu izabrati ženu koja bi joj odgovarala jer je sama željela upravljati životom svoga sina. Irena je odabrala Mariju, koja se za Ireninog sina udala iste godine, u studenom. Brak je zabilježio i sveti Teofan Ispovjednik, koji je također zapisao da se zbog utjecaja svoje majke Konstantin okrenuo protiv Marije, koja mu je rodila dvije kćeri. Moguće je, također, da je nedostatak muškog djeteta bio još jedan razlog za to što se odnos cara i Marije znatno pokvario. Car se 794. zaljubio u majčinu sluškinju Teodotu, koja mu je ubrzo postala konkubina. Sljedeće godine se Konstantin rastao od Marije, koja je sa svojim kćerima otišla na otok Prinkipos (Büyükada) te je postala časna sestra.

## Marijina djeca
- Eufrozina – supruga Mihaela II.
- Irena – časna sestra